# 東京都立大学の人物一覧
東京都立大学の人物一覧（とうきょうとりつだいがくのじんぶついちらん）は、東京都立大学（旧称・首都大学東京）及びその前身である旧東京都立大学・東京都立科学技術大学・東京都立保健科学大学・東京都立短期大学及びその前身校に関係する人物の一覧記事。

## 著名教員

### 現職

#### 人文科学研究科・人文社会学部
- 丹野清人 - 人間社会学科社会学教室教授
- 山下祐介 - 人間社会学科社会学教室教授
- 深山直子 - 人間社会学科社会人類学教室准教授
- 阿部彩 - 人間社会学科社会福祉学教室教授
- 和氣純子 - 人間社会学科社会福祉学教室教授
- 杉田真衣 - 人間社会学科教育学教室准教授
- 本間猛 - 人間社会学科言語科学教室教授
- 松田真希子 -人間社会学科日本語教育学教室教授
- 赤羽目匡由 - 人文学科歴史学・考古学教室教授
- 國雄行 - 人文学科歴史学・考古学教室教授
- 中嶋毅 - 人文学科歴史学・考古学教室教授
- 源川真希 - 人文学科歴史学・考古学教室教授
- 山田康弘 - 人文学科歴史学・考古学教室教授
- 古永真一 - 人文学科表象文化論教室教授
- 猪股ときわ - 人文学科日本文化論教室教授
- 大杉重男 - 人文学科日本文化論教室教授
- 西山雄二 - 人文学科フランス語圏文化論教室教授

#### 法学部・法学政治学研究科
- 木村草太 - 法学科教授
- 谷口功一 - 法学科教授
- 富井幸雄 - 法学科教授
- 星周一郎 - 法学科教授
- 峰ひろみ - 法学科教授
- 我妻学 - 法学科教授
- 伊藤正次 - 法学科教授
- 佐藤信 - 法学科准教授

#### 経済経営学部・経営学研究科
- 飯村卓也 - 経済経営学科教授
- 内山朋規 - 経済経営学科教授
- 長瀬勝彦 - 経済経営学科教授
- 松田千恵子 - 経済経営学科教授
- 脇田成 - 経済経営学科教授

#### 理学部・理学研究科
- 森弘之 - 物理学科教授
- 田村浩一郎 - 生命科学科教授

#### 都市環境学部・都市環境科学研究科
- 滝波章弘 - 地理環境学科准教授
- 小泉雅生 - 建築学科教授
- 饗庭伸 - 都市政策科学科教授

#### システムデザイン学部・システムデザイン研究科
- 北薗幸一 - 航空宇宙システム工学科教授
- 楠見清 - インダストリアルアート学科
- 藤原敬介 - インダストリアルアート学科教授
- 馬場哲晃 - インダストリアルアート学科教授

#### 健康福祉学部・人間健康科学研究科
- 西村ユミ - 看護学科教授
- 北一郎 - 人間健康科学研究科教授

### 名誉教授

#### 首都大学東京・東京都立大学（2020-）
- 飯吉光夫（ドイツ文学者）
- 石田頼房（都市計画学者）
- 稲田篤信（日本近世文芸）
- 生田茂（化学者、教育学者）
- 市原茂（心理学者）
- 伊藤誓（英文学者）
- 江原由美子（社会学者）
- 丘沢静也（ドイツ文学者）
- 奥村哲（中国史学者）
- 瀬尾育生（ドイツ文学者）
- 鄭大均（社会人類学者）
- 行方均（アメリカ文学者）
- 野口肇（アメリカ文学者）
- 春田正毅（化学者）
- 福間健二（翻訳家、映画評論家）
- 三上岳彦（気候学者）
- 宮川彰（経済学者）
- 米本恭三（医学者）
- 渡邊欣雄（文化人類学者）
- 宮台真司（社会学者）
- 浜谷直人（教育心理学者）
- 永井撤（心理学者）
- 菊地俊夫（地理学者）
- 難波治（工業デザイン）

#### 東京都立大学（1949-2011）
- 高橋勇悦（社会学者）
- 桝田啓三郎（哲学者）
- 平山輝男（国語学者）
- 倉沢進（都市社会学）
- 兼子仁（法学者）
- 水林彪（法学者）- 首都大学東京への統合時に、一橋大学へ移籍。首大非就任者の会所属。
- 磯部力（法学者）- 首都大学東京への統合前に抗議退職。
- 石村善助（法学者）
- 半澤孝麿（政治学者）
- 速水佑次郎（経済学者）
- 岩田修二（地理学者）
- 貝塚爽平（地形学者）
- 磯村英一（社会学者）
- 唄孝一（法学者）
- 江藤价泰（法学者）
- 茂木俊彦（教育心理学者）- 第11代総長。首都大学東京への統合時に、桜美林大学へ移籍。
- 渡邊欣雄（文化人類学者）

#### 東京都立科学技術大学
- 福田収一（工学者）
- 原島文雄（工学者）

### 元職

#### 首都大学東京・東京都立大学（2020-）
- 嶺輝子（経営学者）- 東京都立大学（1949-2011）より。
- 原島文雄（工学者）
- 玉野和志（社会学者）
- 河野有理（政治史学者）
- 詫摩佳代（国際政治学者）

#### 東京都立大学（1949-2011）
- 金関寿夫（英文学者）
- 熊本典道（袴田事件の裁判官として有名、映画『BOX 袴田事件 命とは』モデル裁判官、ドキュメンタリー映画『袴田巌ー夢の間の世の中ー』）
- 塩田庄兵衛（社会運動史）
- 戒能通孝（法学者）
- 沼田稲次郎（法学者）- 第5代総長
- 竹内好（中国文学）
- 柴田徳衛（経済学者）
- 柴田翔（独文学）
- 高木仁三郎（物理学者、原子力資料情報室）
- 岡本順治（独文学者）- 首都大学東京への統合時に、学習院大学へ移籍。首大非就任者の会所属。
- 大塚和夫（人類学者）- 首都大学東京への統合時に、東京外国語大学へ移籍。
- 人見剛（法学者）- 首都大学東京への統合時に、北海道大学へ移籍。首大非就任者の会所属。
- 戸田裕之（経済学者）- 首都大学東京への統合時に退職。首大非就任者の会所属。
- 高村学人（法社会学者）- 首大非就任者の会所属。

## 首都大学東京出身者（2020年3月以前のみ在籍）
- 増子敦 - 元東京都水道局長、元東京水道サービス社長、YouTuber
- 梨沙帆 - モデル、タレント
- 吉岡直子 - CBCテレビアナウンサー
- 久代萌美 - フリーアナウンサー、元フジテレビアナウンサー
- 鷲見玲奈 - フリーアナウンサー、元テレビ東京アナウンサー
- 大竹彩加 - 北海道放送アナウンサー
- 瀬川あやか - シンガーソングライター
- ゆゆうた - YouTuber、ミュージシャン、ピアニスト
- 田中真尋 - 山梨放送アナウンサー
- 福嶋アダム - 気象予報士
- 荒牧康治 - 映像作家

## 前身校出身者

### 東京都立大学（1949-2011）の出身者

#### 政界
- 友納武人 - 衆議院議員、元千葉県知事、自由民主党
- 天野公義 - 衆議院議員、元自治大臣、元 国家公安委員会委員長、自由民主党
- 友部達夫 - 参議院議員（1995 - 2001）、新進党、オレンジ共済組合事件
- 塩川鉄也 - 衆議院議員（2000 - ）、日本共産党、経済産業委員会、総務委員会委員
- 近藤忠孝 - 参議院議員（1979 - 1997）、日本共産党、弁護士、青年法律家協会議長
- 勝又正美 - 御殿場市長、元御殿場市副市長
- 加藤光徳 - 元伊勢市長、元伊勢市都市整備指導監
- 幡谷豪男 - 元堺市長、元大阪府企画部長
- 依光晃一郎 - 香美市長、元高知県議会議員

#### 経済界
- 植木正威 - 東急不動産代表取締役社長、全国公正取引協議会連合会会長、首都圏不動産公正取引協議会会長
- 植村仁 - 東急不動産代表取締役社長、不動産証券化協会副会長
- 小野博信 - 元キャタラー代表取締役社長、元トヨタ自動車取締役、元計測自動制御学会会長、元日本触媒工業協会会長
- 小幡義樹 - 高松空港代表取締役社長、元三菱地所ハウスネット代表取締役社長
- 鎌田恭幸 - 鎌倉投信代表取締役社長、元バークレイズ・グローバル・インベスターズ信託銀行副社長
- 木村弘毅 - ゲームプロデューサー、ミクシィ代表取締役社長
- 小柳淳 - ホテル小田急代表取締役社長、小田急トラベル代表取締役社長、観光庁VISIT JAPAN大使
- 鈴木準 - 大和総研常務執行役員、内閣府政策コメンテーター
- 高橋晃 - テルモ代表取締役社長
- 中條功 - 長野銀行代表取締役頭取、長野県経営者協会副会長
- 中村浩之 - 三菱鉱石輸送代表取締役社長
- 東哲郎 - 東京エレクトロン代表取締役会長兼社長兼CEO、日本半導体製造装置協会会長、日本取締役協会副会長
- 降屋久 - SUMCO代表取締役社長
- 松田哲夫 - 編集者、筑摩書房専務取締役、デジタルハリウッド大学特任教授
- 山口昭男 - 岩波書店代表取締役社長、元世界編集長、日本ペンクラブ会員
- 山木利満 - 小田急電鉄代表取締役会長、日本民営鉄道協会会長
- 里見繁 - 関西大学社会学部教授、元毎日放送報道局次長・テレビプロデューサー・ディレクター
- 野瀬泰申 - 日本経済新聞特別編集委員、コラムニスト、B級ご当地グルメでまちおこし団体連絡協議会顧問、日本レコード大賞審査委員
- 西島剛志 - 横河電機代表取締役社長、日本電気計測器工業会会長、電子情報技術産業協会副会長
- 市来広一郎 - 町おこし仕掛け人、地域づくりアドバイザー、「熱海V字回復の立役者」

#### 官界・法曹
- 滝澤三郎 - 元国際連合難民高等弁務官事務所財務局長、元国連UNHCR協会理事長、元国連大学客員教授
- 植村峻 - 元大蔵省印刷局業務部長、お札と切手の博物館顧問、切手の博物館理事
- 田中努 - 元経済企画事務次官、元OECD経済政策委員会副議長、元中央大学総合政策学部教授
- 髙宅茂 - 元法務省入国管理局長、元東京入国管理局長、日本大学危機管理学部教授
- 田尻和宏 - 元駐パラオ大使、元広州総領事、元外務省地域調整官
- 池田敏雄 - 駐モザンビーク大使、元クリチバ総領事、元外務省地域調整官
- 中須勇雄 - 元林野庁長官、元水産庁長官、元農林水産省畜産局長、元大日本水産会会長
- 小野新次郎 - 元特許庁特許技監、ユアサハラ法律特許事務所特許部代表パートナー弁理士
- 小林渉 - 元公正取引委員会事務総長、元消費者庁審議官
- 辻泰弘 - 元北海道副知事、北海道貿易物産振興会理事長、元苫東社長
- 石川雅己 - 東京都千代田区長、元東京都福祉保健局長、元東京都港湾局長、元首都高速道路公団理事
- 牧野洋一 - 元東京都副知事、元東京都国民健康保険団体連合会理事長、元全国信用保証協会連合会会長
- 柿堺至 - 元東京都都市整備局長、元東京スタジアム社長
- 中村晶晴 - 元東京都人事委員会事務局長、元東京都危機管理監、元東京都社会福祉協議会副会長
- 成戸壽彦 - 元東京都技監、元東京都都市計画局長、ア！安全・快適街づ くり理事長
- 西山智之 - 東京都水道局長
- 嶋崎政男 - 元立川市立立川第一中学校長、神田外語大学教授、日本学校教育相談学会会長
- 蔀健夫 - 元神奈川県県土整備局参事監兼建築住宅部長、元平塚市都市づくり景観担当部長、大磯町参与、神奈川県住宅供給公社専務
- 吉原美幸 - 元山梨県副知事、元東京 2020 オリンピック聖火リレールート等山梨県検討委員会会長
- 松山恒昭 - 元大阪高等裁判所部総括判事、元神戸地方裁判所所長、法務省難民審査参与員
- 佐々木亮 - 弁護士、ブラック企業被害対策弁護団代表、日本労働弁護団常任幹事
- 若旅一夫 - 元日本弁護士連合会副会長、元関東弁護士会連合会理事長、元東京弁護士会会長
- 関真也 - 弁護士、ニューヨーク州弁護士

#### 作家
- 石岡良治 - 批評家、早稲田大学准教授、紀伊國屋じんぶん大賞
- 石川康子 - ノンフィクション作家
- 一木けい - 小説家
- 上野昻志 - 評論家、元日本ジャーナリスト専門学校校長
- 小野俊太郎 - 文芸評論家
- 勝田龍夫 - ノンフィクション作家、元日本債券信用銀行会長、著書「重臣たちの昭和史」
- 中井英夫 - 短歌編集者、小説家、詩人
- 加賀乙彦 - 小説家、精神科医。著書「フランドルの冬」「宣告」
- 遠藤展子 - エッセイスト。著書「藤沢周平父の周辺」
- 斎藤雅子 - 小説家
- さくまゆみこ - 翻訳家、産経児童出版文化賞大賞
- 沢田博 - 翻訳家、元ニューズウィーク日本版編集長
- 鈴木義司 - 漫画家、著書「サンワリくん」
- 高山正之 - ジャーナリスト、元産経新聞記者、元帝京大学教授
- 林晃 - 漫画家
- 広田寛治 - 音楽評論家
- 平尾和雄 - ノンフィクション作家、講談社ノンフィクション賞
- 池田香代子 - 独文学翻訳家。「100人村基金」創設者、著書「世界がもし100人の村だったら」、訳書「ソフィーの世界」、市民活動家
- 安田昌弘 - 執筆・翻訳、音楽・マスコミュニケーション研究。訳書「奇跡の子」「ポピュラー音楽をつくる」「ポピュラー音楽理論入門」、共著「ポピュラー音楽へのまなざし」など
- 三橋貴明 - 経済評論家、中小企業診断士、作家
- はらまさかず - 童話作家
- 小野田隆雄 - コピーライター
- 片岡とも - シナリオライター、ねこねこソフト代表
- 石川英輔 - 作家、SF作家、江戸文化研究者、写真・印刷技術研究者。著書「大江戸神仙伝」など
- 永瀬唯 - 評論家、科学史・技術文化史研究家、ジャーナリスト、SF史家。著書「京極夏彦の世界」など
- 前川淳 - 折り紙作家、研究家、日本折紙学会評議院長、マエカワ社長
- 森彰英 - ノンフィクション作家
- 森本レオ子 - パチンコライター
- 山下悦子 - 女性史研究家、文芸批評家
- 川﨑いづみ - 脚本家

#### 芸能界・マスコミ界
- 熊倉一雄 - 俳優、声優、演出家、テアトル・エコー代表取締役。「ゲゲゲの鬼太郎」主題歌
- 桂米丸 - 落語家
- 立川寸志 - 落語家
- 北野大 - 芸能人、明治大学教授、元OECD環境委員会委員、元東京都立大学講師
- 阿藤快 - 俳優、芸能人。「静かなるドン」「ぶらり途中下車の旅」等に出演
- 濱中博久 - NHKエグゼクティブアナウンサー、NHKスペシャルなどを担当
- 牛尾淳 - フリーアナウンサー。J SPORTSなどを担当
- 小宮悦子 - アナウンサー、元ニュースステーションキャスター
- 井手一男 - 俳優
- 渡辺英紀 - NHKアナウンサー
- 安田早織 - NHK記者
- 横山武志 - 編曲家、フォークデュオ専門
- 吉田智大 - 南日本放送アナウンサー
- 重盛啓之 - 中部日本放送アナウンサー
- 北川宣浩 - 第2回「アメリカ横断ウルトラクイズ」優勝者。「クイズ王」
- 寺尾紗穂 - シンガーソングライター、エッセイスト
- 高森いずみ - 気象予報士
- 内藤隆嗣 - 映画監督
- 湯山大一郎 - 俳優。「ヤンキー母校に帰る」等に出演
- 倉重悟 - 山口放送アナウンサー
- 岡村誠之 - テレビ大分・制作部所属、アナウンサー兼ディレクター。SPARK ON WAVEなどを担当
- 岩谷忠幸 - 気象予報士
- 田辺令吉 - 南日本放送アナウンサー兼気象予報士
- 北川博之 - 日本海テレビアナウンサー
- 古村隼人 - 俳優、『水戸黄門』スペシャルや映画『さくら、さくら』に出演
- 片野道郎 - スポーツジャーナリスト、翻訳家
- 大波康平 - 漫才師、お笑いコンビタモンズのツッコミ（中退）

#### スポーツ
- 服部文祥 - 登山家、山岳雑誌「岳人」ライター
- 荻村伊智朗 - 元卓球選手、元国際卓球連盟会長、元日本オリンピック委員会国際委員長
- 樋渡群 - サッカー指導者

#### 学者

##### 人文科学系
- 会津洋 - フランス語学者、早稲田大学名誉教授
- 赤羽研三 - フランス文学者、上智大学名誉教授
- 飯倉照平 - 中国文学者、東京都立大学名誉教授、南方熊楠賞特別賞
- 飯塚容 - 中国文学者、中央大学教授、元中央大学杉並高等学校校長
- 井川スミス史子 - 考古学者、マギル大学名誉教授・元准副学長、元カナダ日本学会会長、元東亜考古学協会会長
- 池田信雄 - ドイツ文学者、東京大学名誉教授、元日本独文学会会長、ドイツ文学紹介誌『DeLi』編集長
- 石井伸男 - 哲学者、高崎経済大学名誉教授、唯物論研究協会委員長、九条の会賛同者
- 市川宏 - 中国文学者、法政大学名誉教授
- 市原茂 - 心理学者、東京都立大学名誉教授
- 稲垣久和 - 神学者、東京基督教大学教授
- 稲田篤信 - 国文学、東京都立大学名誉教授
- 井上乃武 - 文芸評論家、児童文学研究者
- 泉治典  - 哲学者、東洋大学名誉教授
- 入江隆則 - 文学研究者、評論家、明治大学名誉教授
- 上杉忍 - 歴史学者、横浜市立大学名誉教授
- 内田樹 - 思想家、エッセイスト、神戸女学院大学名誉教授、伊丹十三賞
- 江川隆男 - 哲学者、立教大学教授、著書「死の哲学」
- 江河徹 - 英文学者、立教大学名誉教授
- 江田孝臣 - アメリカ文学者、早稲田大学教授
- 大井浩二 - アメリカ文学者、関西学院大学名誉教授
- 大串隆吉 - 教育学者、東京都立大学名誉教授
- 大熊昭信 - 英文学者、成蹊大学教授
- 大澤隆幸 - ドイツ文学者、静岡県立大学教授
- 大杉重男 - 日本近代文学研究者、文芸評論家、東京都立大学教授、群像新人文学賞
- 大場幸夫 - 保育学、元大妻女子大学学長
- 大日向雅美 - 心理学者、恵泉女学園大学学長、NPO法人あい・ぽーとステーション代表理事、子育てひろば「あい・ぽーと」施設長
- 大村益夫 - 中国・朝鮮文学者、早稲田大学名誉教授
- 岡部仁 - ドイツ文学者、東京都立大学教授
- 岡本正明 - アメリカ文学者、中央大学教授
- 落合延高 - 歴史学者、群馬大学教授
- 小野経男 - 英語学者、名古屋大学名誉教授、元岐阜済美学院学院長
- 尾見康博 - 心理学者、山梨大学教授
- 加島潤 - 歴史学者、慶應義塾大学教授
- 加藤和夫 - 言語学者、金沢大学名誉教授、金沢市文化活動賞
- 加藤光也 - 英文学者、東京都立大学教授
- 風間誠史 - 国文学者、相模女子大学理事長
- 川成洋 - 英文学者、法政大学名誉教授、著書「大学崩壊」「図説スペインの歴史」「だけど教授は辞めたくない」
- 川浦康至 - 社会心理学者、東京経済大学名誉教授、電気通信普及財団賞
- 木村茂光 - 歴史学者、東京学芸大学名誉教授、元東京学芸大学附属竹早中学校校長、元日本歴史学協会委員長
- 北山克彦 - アメリカ文学者、立教大学名誉教授
- 木畑和子 - 歴史学者、成城大学名誉教授
- 許萬元 - 弁証法研究者、立命館大学教授
- 許光俊 - クラシック音楽評論家、文芸評論家、慶應義塾大学教授
- 窪川英水 - フランス語学者、東京都立大学名誉教授
- 倉持晴美 - 英文学者、共立女子大学名誉教授
- 倉塚曄子 - 日本女性史研究者
- 桑原文子 - 英米演劇研究者、東洋大学名誉教授、俳人、俳人協会評論賞、桂信子賞
- 剣持武彦 - 比較文学者、上智大学教授、元日本比較文学会理事、元島崎藤村学会会長
- 合田正人 - フランス哲学研究者、明治大学教授
- 高坂和彦 - フランス文学者、日本大学教授、日本翻訳文化賞
- 小竹澄栄 - ドイツ文学者、東京都立大学教授
- 小松和彦 - 民俗学者、国際日本文化研究センター名誉教授・元所長、文化功労者、紫綬褒章、著書「神なき時代の民俗学」「怪異の民俗学」
- 近藤直子 - 中国文学者、評論家、日本大学教授
- 阪上順夫 - 教育学者、東京学芸大学名誉教授
- 斎藤道彦 - 中国学者、中央大学名誉教授
- 早乙女忠 - 英文学者、中央大学名誉教授
- 佐々木宏幹 - 宗教人類学者、駒澤大学名誉教授、国際宗教研究所常務理事
- 佐々木滋子 - フランス文学者、一橋大学名誉教授
- 佐々木享 - 教育学者、名古屋大学名誉教授
- 佐藤誠 - アフリカ研究者、立命館大学教授
- 佐藤健一郎 - 国文学、武蔵野美術大学名誉教授
- 佐藤達哉 - 心理学者、立命館大学教授
- 佐藤牧夫 - ドイツ文学者、東北大学名誉教授
- 沢崎浩平 - フランス文学者、東京都立大学教授
- 清水哲郎 - 哲学研究者、東京大学教授
- 清水敏男 - 美術評論家、学習院女子大学教授、芸術文化勲章
- 篠崎晃一 - 言語学者、東京女子大学教授
- 首藤基澄 - 国文学者、熊本大学名誉教授
- 渋谷昌三 - 心理学者、目白大学名誉教授
- 菅原ますみ - 心理学者、お茶の水女子大学教授
- 菅原健介 - 心理学者、聖心女子大学教授
- 須藤健一 - 民族学者、国立民族学博物館館長、元神戸大学教授
- 関口裕子 - 歴史学者、女性史青山なを賞
- 千石英世 - 米文学者、立教大学名誉教授、著書「中上健次とフォークナー」
- 善如寺俊幸 - 言語学者、東京外国語大学教授
- 相馬庸郎 - 国文学者、神戸大学教授、やまなし文学賞
- 高田衛 - 国文学者、東京都立大学名誉教授、やまなし文学賞
- 高木元 - 国文学者、千葉大学教授、日本古典文学会賞
- 高倉浩樹 - 人類学者、東北大学教授、元地域研究コンソーシアム運営委員長、元日本学術会議会員
- 高橋智 - 特別ニーズ教育学者、東京学芸大学教授、日本学術振興会学術システム研究センター専門研究員、カシオ科学振興財団選考委員
- 高橋治男 - フランス文学者、中央大学名誉教授
- 武田佐知子 - 歴史学者、大阪大学名誉教授、日本古代史・服飾史専攻、著書「古代国家の形成と衣服制」
- 田中千穂子 - 心理学、東京大学教授、臨床心理士
- 田畑佐和子 - 中国文学者、津田塾大学講師、元岩波書店編集者
- 田島正行 - ドイツ文学者、明治大学教授
- 多和田眞一郎 - 言語学者、広島大学名誉教授、新村出賞
- 趙景達 - 歴史学者、千葉大学教授
- 月脚達彦 - 歴史学者、東京大学教授
- 都留信夫 - 英文学者、明治学院大学名誉教授
- 寺沢拓敬 - 言語学者、関西学院大学准教授
- 土岐恒二 - 英文学者、東京都立大学名誉教授
- 鳥居明雄 - 国文学者、都留文科大学名誉教授
- 永井撤 - 心理学者、東京都立大学名誉教授
- 中島平三 - 英語学者、学習院大学教授兼学習院初等科長、東京都立大学名誉教授、元東京都立大学教養部長、元日本英語学会会長
- 中西新太郎 - 文化社会学者、横浜市立大学名誉教授
- 中野清 - 中国文学者、元代々木ゼミナール講師
- 中野弘美 - 広告文化論研究者、横浜国立大学教授
- 中野和朗 - ドイツ文学者、信州大学名誉教授、元松本大学学長
- 中村和郎 - 地理学者、東京都立大学教授、元日本国際地図学会会長
- 中村たかを - 民俗学者、国立民族学博物館名誉教授
- 仲本章夫 - 哲学者、東京都立短大名誉教授
- 奈倉哲三 - 歴史学者、跡見学園女子大学名誉教授
- 夏井春喜  - 歴史学者、北海道教育大学教授
- 成田節  - 言語学者、東京外国語大学教授
- 南雲智 - 中国文学者、東京都立大学名誉教授、元大妻女子大学副学長
- 西川直子 - フランス文学者、東京都立大学名誉教授
- 西澤晃彦 - 社会学者、神戸大学教授
- 西谷修 - 哲学者、東京外国語大学名誉教授
- 西田耕三 - 国文学者、近畿大学教授、やまなし文学賞
- 西平直 - 教育学者、京都大学名誉教授
- 西村成雄 - 歴史学者、大阪大学名誉教授、日本現代中国学会理事長
- 服藤早苗 - 歴史学者、埼玉学園大学人間学部教授、著書「平安朝の母と子」
- 浜口稔 - 英語学者、明治大学教授、BABEL国際翻訳大賞
- 浜名恵美 - 英文学者、筑波大学名誉教授
- 林亮勝 - 歴史学者、元大正大学学長、日朝文化交流協会理事長
- 原田悦雄 - ドイツ文学者、弘前大学助教授
- 檜枝陽一郎 - 言語学者、立命館大学教授、日本翻訳出版文化賞
- 福島智 - 社会福祉学者、東京大学教授、全国盲ろう者協会理事、TIME asia誌 2003年AsianHeroes、吉川英治文化賞
- 福島富士男 - アフリカ文学研究者、東京都立大学名誉教授
- 福間健二 - 詩人、翻訳家、映画評論家、映画監督、東京都立大学名誉教授
- 藤川芳朗 - ドイツ文学者、横浜市立大学名誉教授
- 古川孝順 - 社会福祉学者、東洋大学教授（ライフデザイン学部学部長）
- 古田幸男 - フランス文学者、法政大学名誉教授
- 風呂本惇子 - 英文学者、奈良女子大学教授
- 藤代幸一 - 中世ドイツ文学者、東京都立大学名誉教授
- 藤平育子 - アメリカ文学者、中央大学教授
- 保立道久 - 歴史学者、東京大学名誉教授
- 堀内正樹 - 社会人類学者、成蹊大学教授、田辺尚雄賞
- 堀真清 - 歴史学者、早稲田大学教授
- 牧野紀之 - 哲学者、ドイツ語学者
- マークス寿子 - 評論家、元エセックス大学講師、秀明大学教授、著書「ひ弱な男とフワフワした女の国日本」
- 牧田英二 - 中国文学者、早稲田大学名誉教授
- 松江崇 - 中国語学者、京都大学教授
- 丸山松幸 - 中国思想史学者、東京大学名誉教授
- 守屋洋 - 中国文学者、SBI大学院大学教授
- 水野一晴 - 地理学者、京都大学教授
- 岑村傑 - 仏文学者、慶應義塾大学教授
- 松井豊 - 社会心理学者、筑波大学教授
- 馬瀬良雄 - 日本語学者、信州大学名誉教授
- 松本彰 - 歴史学者、新潟大学名誉教授
- 松本四郎 - 歴史学者、都留文科大学名誉教授
- 皆川達夫 - 音楽学者、合唱指揮者、立教大学名誉教授
- 宮崎恒二 - 人類学者、 東京外国語大学理事・副学長、地域研究コンソーシアム会長、日本学術会議会員
- 源川真希 - 歴史学者、東京都立大学教授
- 峯岸賢太郎 - 歴史学者、東京都立大学名誉教授
- 宮原曉 - 人類学者、大阪大学教授、元地域研究コンソーシアム運営委員長、元日本華僑華人学会副会長
- 宮原武夫 - 歴史学者、千葉大学教授、元歴史教育者協議会副委員長
- 向井芳樹 - 演劇研究者、同志社大学名誉教授、元武漢大学外籍教授、元中国戯曲学院外籍教授
- 武藤脩二 - アメリカ文学者、中央大学名誉教授、日本翻訳文化賞
- 村井淳志 - 教育学者、金沢大学教授
- 村上直 - 歴史学者、法政大学名誉教授
- 山本哲士 - 社会学者、教育学者、東京藝術大学客員教授
- 義江明子 - 歴史学者、帝京大学教授
- 宮崎莊平 - 国文学者、新潟大学名誉教授
- 村松励 - 心理学者、専修大学教授、警察庁科学警察研究所顧問、元日本犯罪心理学会会長
- 森島済 - 地理学者、日本大学教授
- 矢野桂司 - 地理学者、立命館大学教授、人文地理学会会長、日本学術会議会員
- 山口守 - 中国文学者、日本大学教授
- 山田朗 - 歴史学者、明治大学教授、歴史教育者協議会委員長、野呂栄太郎賞受賞、著書『昭和天皇の軍事思想と戦略』
- 湯沢雍彦 - 社会学者、お茶の水女子大学名誉教授
- 吉岡政徳 - 文化人類学、神戸大学名誉教授、大平正芳記念賞
- 吉野利弘 - 英語学者、立教大学名誉教授
- 渡邊芳之 - 心理学者、帯広畜産大学教授

##### 社会科学系
- 青柳清孝 - 文化人類学者、国際基督教大学名誉教授
- 青柳まちこ - 文化人類学者、立教大学名誉教授
- 秋元美世 - 社会福祉学者、東洋大学教授、元日本社会保障法学会代表理事
- 浅川達人 - 社会学者、早稲田大学教授、日本都市社会学会会長
- 五十嵐仁 - 政治学者、法政大学名誉教授
- 石川登 - 文化人類学者、京都大学教授、樫山純三賞
- 石崎誠也 - 行政法学者、新潟大学名誉教授、元高岡法科大学学長
- 石田光規 - 社会学者、早稲田大学教授、日本労働社会学会奨励賞
- 臼井久和 - 政治学者、中央大学教授
- 遠藤誉 - 社会学者、筑波大学名誉教授、中国問題グローバル研究所所長
- 大曽根寛 - 社会福祉学者、放送大学教授
- 木村俊道 - 政治学者、九州大学教授
- 山口昌男 - 文化人類学者、東京外国語大学名誉教授、元札幌大学学長、文化功労者
- 渡邊欣雄 - 文化人類学者、東京都立大学名誉教授、元日本文化人類学会会長、民俗研究傑出成就賞受賞
- 坂井信三 - 社会人類学、文化人類学者、南山大学教授
- 吉川良和 - 社会文化学者、一橋大学教授、中国伝統芸能学研究専攻
- 信田敏宏 - 文化人類学者、国立民族学博物館教授
- 大塚和夫 - 人類学者、東京外国語大学教授、人間文化研究機構評価委員会委員、紫綬褒章（2008）
- 岡部耕典 - 社会福祉学者、早稲田大学教授
- 奥田仁 - 経済学者、北海学園大学名誉教授
- 小田亮 - 文化人類学者、東京都立大学教授
- 石井眞夫 - 文化人類学者、三重大学教授
- 日下喜一 - 政治学者、青山学院大学名誉教授
- 杉島敬志 - 文化人類学者、京都大学名誉教授、放送大学京都学習センター所長
- 杉本良男 - 社会人類学者、国立民族学博物館名誉教授
- 吉野晃 - 文化人類学者、東京学芸大学教授
- 鈴木謙介 - 社会学者、関西学院大学先端社会研究所副所長
- 坂井定雄 - 政治学者、龍谷大学名誉教授
- 坂本一登 - 歴史学者、國學院大學教授
- 椎野若菜 - 文化人類学者、東京外国語大学准教授
- 袖井孝子 - 社会学者、お茶の水女子大学名誉教授、内閣府男女共同参画会議議員
- 上杉富之 - 社会人類学者、成城大学教授
- 竹前栄治 - 政治学者、東京経済大学名誉教授
- 玉野和志 - 社会学者、東京都立大学教授
- 棚橋訓 - 文化人類学者、お茶の水女子大学教授
- 松園万亀雄 - 人類学者、東京都立大学名誉教授、国立民族学博物館名誉教授･元館長
- 相澤美智子 - 労働法学者、一橋大学教授
- 山本草二 - 国際法学者、東北大学名誉教授
- 毛里和子 - 政治学者、早稲田大学名誉教授、元日本現代中国学会理事長、文化功労者、紫綬褒章
- 酒田正敏 - 歴史学者、元明治学院大学教授
- 河野康子 - 政治学者、法政大学名誉教授、大平正芳記念賞
- 天児慧 - 政治学者、早稲田大学名誉教授、元早稲田大学大学院研究科長兼アジア太平洋研究センター所長、元アジア政経学会理事長、アジア・太平洋賞特別賞受賞
- 林忠行 - 政治学者、北海道大学名誉教授・元副学長、元京都女子大学学長、元日本ロシア・東欧研究連絡協議会代表幹事
- 浅倉むつ子 - 法学者、東京都立大学名誉教授、早稲田大学名誉教授、元民主主義科学者協会法律部会副理事長、元日本労働法学会代表理事、元ジェンダー法学会理事長
- 礒野弥生 - 法学者、東京経済大学名誉教授
- 市川須美子 - 教育法学者、獨協大学法学部教授、元教育法学会会長、兼子仁の弟子
- 木村光江 - 刑法学者、東京都立大学名誉教授、元法務省司法試験考査委員、前田雅英の弟子
- 島田和夫 - 法学者、東京経済大学教授（現代法学部学部長）
- 伊関友伸 - 行政学者、城西大学教授
- 亀井源太郎 - 法学者、慶應義塾大学教授、前田雅英の弟子
- 関口正司 - 政治学者、九州大学名誉教授
- 関礼子 - 社会学者、立教大学教授
- 小林英夫 -  経済学者、早稲田大学名誉教授、COE「現代アジア学の創生」クラスタⅢ代表
- 安部悦生 - 経済学者、明治大学教授、元ケンブリッジ大学歴史学部研究員
- 絵所秀紀 - 経済学者、法政大学名誉教授
- 高橋統一 - 文化人類学者、東洋大学名誉教授
- 高沢武司 - 社会福祉学者、日本社会事業大学名誉教授
- 長沼秀世 - 経済学者、津田塾大学名誉教授
- 野口武徳 - 社会人類学者、成城大学教授
- 吉田文和 - 経済学者、北海道大学教授
- 大塚啓二郎 - 経済学者、東京都立大学名誉教授、政策研究大学院大学名誉教授、日本学士院会員、紫綬褒章
- 武田尚子 - 社会学者、早稲田大学教授
- 田辺俊介 - 社会学者、早稲田大学教授
- 塚田富治 - 政治学者、一橋大学教授
- 兵藤守男 - 政治学者、新潟大学教授
- 浜口尚 - 文化人類学者、園田学園女子大学教授、捕鯨問題研究の第一人者
- 浜本篤史 - 社会学者、早稲田大学教授
- 星周一郎 - 刑法学者、東京都立大学教授、警察政策学会副会長、日鉄ソリューションズ取締役
- 劉徳強 - 経済学者、京都大学教授、京都大学附属上海センター長、日経・経済図書文化賞、中国経済専攻
- 弁納才一 - 経済学者、金沢大学教授
- 栗木安延 - マルクス経済学者、歴史学者、専修大学名誉教授、著書「アメリカ自動車産業の労使関係-フォーディズムの歴史的考察」
- 細井洋子 - 社会学者、東洋大学名誉教授
- 増山均 - 社会福祉学者、早稲田大学教授
- 峰ひろみ - 刑事訴訟法学者、東京都立大学教授
- 宮崎広和 - 人類学者、コーネル大学教授
- 松田宏一郎 - 政治学者、立教大学教授、サントリー学芸賞
- 望月正光 - 経済学者、関東学院大学教授、関東学院常務理事、神奈川県特別職報酬等審議会会長
- 通山昭治 - 公法学者、中央大学教授
- 森岡清志 - 社会学者、東京都立大学名誉教授、元日本都市社会学会会長
- 山下晋司 - 文化人類学者、東京大学名誉教授、紫綬褒章
- 山田満 - 政治学者、早稲田大学教授

##### 自然科学系
- 占部城太郎 - 生態学、東北大学教授、日本生態学会会長
- 大石不二夫 - 化学、神奈川大学名誉教授
- 大隅萬里子 - 生物学、帝京科学大学教授、大隅良典の妻
- 太田敏子 - 生物学者、筑波大学名誉教授
- 大槻勤 - 化学、京都大学名誉教授
- 奥田知明 - 化学、慶應義塾大学教授、大気環境学会常任理事
- 河村公隆 - 地球化学、北海道大学名誉教授、元有機地球化学会会長、元大気化学会副会長
- 岸由二 - 生態学、慶應義塾大学名誉教授
- 木原太郎 - 物理学、元東京大学教授、東レ科学技術賞受賞
- 絹川正吉 - 数学、元国際基督教大学学長、国際基督教大学名誉教授
- 黒岩澄雄 - 生態学、京都大学名誉教授、元愛媛女子短期大学副学長
- 黒岩常祥 - 生物学、東京大学名誉教授、元日本植物学会会長、日本学士院会員、文化功労者、日本学士院賞
- 小谷元子 - 物理学、東北大学理事・副学長、国際学術会議会長、元日本数学会理事長
- 杉村行勇 - 地球化学、気象庁気象研究所地球化学部長、日本海洋学会岡田賞
- 高見澤邦郎 - 都市計画学、東京都立大学名誉教授、日本建築学会賞
- 松平頼暁 - 生物物理学、現代音楽作曲家、立教大学名誉教授、紫綬褒章（1998）
- 土屋敬広 - 化学、北里大学准教授
- 常石敬一 - 科学史、元神奈川大学教授
- 野波健蔵 - 機械工学、千葉大学名誉教授・元理事・副学長、自律制御システム研究所創業者・元CEO
- 羽石操 - 電子工学、埼玉大学教授、電子通信学会学術奨励賞受賞
- 前田吉昭 - 数学、慶應義塾大学名誉教授、理学博士（筑波大学）
- 池田清彦 - 生物学、早稲田大学名誉教授、評論家
- 田中秀穂 - 技術経営学、芝浦工業大学教授
- 細野秀雄 - 材料科学、東京工業大学教授、日本学士院賞・恩賜賞、トムソン・ロイター引用栄誉賞、紫綬褒章
- 石井志保子 - 代数学、東京大学名誉教授　日本学士院賞・恩賜賞
- 池田薫 - 数学者、慶應義塾大学教授
- 背戸一登 - 機械工学、日本大学教授、日本機械学会機械力学・計測制御部門長
- 高野穆一郎 - 地球化学、東京大学名誉教授
- 高山茂晴 - 数学、東京大学教授、幾何学賞、日本数学会賞建部賢弘賞
- 田村浩一郎 - 生物学、東京都立大学教授、元日本進化学会会長
- 田中伸幸 - 植物学、国立科学博物館陸上植物研究グループ長
- 高田秀重 - 環境学、東京農工大学教授
- 団まりな - 生物学、大阪市立大学教授
- 永田俊 - 海洋生物地球化学、東京大学名誉教授
- 能村堆子 - 生物物理学、お茶の水女子大学名誉教授
- 古川勇二 - 機械工学、東京都立大学名誉教授、元職業能力開発総合大学校校長、元精密工学会会長
- 吉井広始 - 植物学、群馬県自然環境調査研究会会員、群馬県立安中総合学園高等学校教諭
- 芦田実 - 化学研究、埼玉大学教授
- 平川一臣 - 地理学、北海道大学教授、日本第四紀学会学術論文賞受賞
- 平田郁美 - 物理学、元共愛学園前橋国際大学学長、群馬県教育委員会教育長
- 都築正信 - 数学、科学史家、元埼玉大学教授
- 小林みどり - 数学、静岡県立大学教授
- 松本忠夫 - 生態学、東京大学名誉教授
- 松浦克美 - 生物学、東京都立大学教授
- 松田良一 - 生物学、東京大学名誉教授、国際生物学オリンピック議長
- 宮内崇裕 - 地形学、千葉大学教授、日本活断層学会会長
- 毛利尚武 - 機械工学、東京大学名誉教授、元電気加工学会会長、紫綬褒章
- 森山昭雄 - 地形学、愛知教育大学名誉教授
- 諸貫信行 - 機械工学、東京都立大学教授、元精密工学会副会長
- 八木澤壯一 - 建築学、葬送文化研究会設立者
- 渡部雅浩 - 気象学、東京大学教授

#### 建築
- 小山光 - 建築家
- 丹羽隆志 - 建築家、日越大学客員研究員
- 門脇耕三 - 建築家、明治大学准教授
- 田辺芳生 - 建築家
- 深見奈緒子 - 建築史家、早稲田大学教授、日本学術振興会カイロ研究連絡センター長、ヘレンド賞
- 藤井伸介 - 建築家、大阪工業大学准教授
- 古澤大輔 - 建築家
- 松岡恭子 - 建築家

#### その他
- 足立啓明 - 司法書士、大東文化大学講師。元資格予備校講師
- 齋藤和 - 元東アジア反日武装戦線“大地の牙”部隊リーダー
- 余湖三千雄 - 教育者、鹿島学園高等学校理事長兼学校長
- 高間賢治 - 撮影監督、「ムルデカ17805」
- 高木茂男 - パズル研究家
- 黒川明 - 税理士
- 黒川芳正 - 新左翼活動家
- 原田実 - アマチュア棋士
- 藤森汎 - 彫刻家、文部大臣奨励賞
- 松原秀樹 - 養蜂家、ITを利用した日本初の養蜂家

### 東京都立科学技術大学の出身者
- 飯濱誠 - 警察庁技官、警察庁長官官房技術総括審議官[1]
- 大塚敏之 - 制御工学・航空宇宙工学者、京都大学教授
- 中山蛙 - 漫画家、著書「不屈の蛙」
- 橋本智昭 - 機械工学・航空宇宙工学者、大阪工業大学准教授
- 村松修 - プラネタリウム解説者、天文博物館五島プラネタリウム解説員
- 林要 - 実業家、GROOVE X創業者・CEO代表取締役

### 東京都立保健科学大学の出身者
- 山本舞衣子 - 元日本テレビアナウンサー。ズームイン!!SUPERなどに出演。東京大学へ編入学。
- 柏木美里-　レースクイーン、タレント

## 博士号取得者
- 菊地春海 - 元内閣府沖縄総合事務局次長、元豊田市副市長
- 小川浩 - 英語学者、東京大学名誉教授